# Barrio Francés
Barrio Francés ist ein Corregimiento des Bezirks Almirante in der Provinz Bocas del Toro in Panama. Bei der Volkszählung im Jahr 2023 hatte es 2192 Einwohner. Das Corregimiento erstreckt sich über eine Fläche von 18,1 km².
Das Corregimiento wurde durch Gesetz Nr. 39 vom 8. Juni 2015 geschaffen.

## Orte
Im Corregimiento Barrio Francés befinden sich der Ort Punta Bella und ein Teil von Almirante.